# Jorge Hannas
Jorge Hannas (Resende Costa, 20 de agosto de 1925 - 24 de setembro de 1998) foi um médico, agricultor e político brasileiro do estado de Minas Gerais.
Jorge Hannas foi vice-prefeito de Manhuaçu (1982-1986). Foi também deputado estadual constituinte de Minas Gerais por três legislaturas consecutivas, da 11ª à 13ª legislatura (1987-1998), pelo PFL, falecendo por acidente automobilístico, ainda no cargo.